# Rudný důl Dehýnky
Rudný důl Dehýnky je archeologická lokalita na západním okraji katastrálního území Suchá Rudná v obci Světlá Hora v okrese Bruntál. Lokalita s doklady dobývání už prehistorickém období byla zapsána do Ústředního seznamu kulturních památek ČR.

## Popis
V oblasti na sever od obce Suchá Rudná je rozsáhlá povrchová dobývka ve směru severovýchod–jihozápad v délce asi 400 metrů. Na této lokalitě jsou pozůstatky jam a šachtic, ve kterých se těžila zlatonosná ruda. Pozůstatek těžby dokládá propadlina o rozměrech 90 × 8 až 25 metrů, s maximální hloubkou osm metrů. Archeologické nálezy dokládají hornickou činnost v prehistorickém období (1500 př. n. l.) a pokračování ve 12. století a 15. až 16. století. V daném úseku je vyčleněná část s nálezy hornického osídlení a hutní výroby. Artefakty po hornické a hutní výrobě se nacházejí v Městském muzeu Rýmařov. V roce 2017 byl proveden archeologický výzkum. Nálezy dřevěných konstrukcí byly pomocí dendrochronologie datovány do třicátých let 13. století.